# Chryzor
Chryzor, żółtogon (Ocyurus chrysurus) – gatunek ryby z rodziny lucjanowatych, jedyny przedstawiciel rodzaju Ocyurus Gill, 1862.

## Zasięg występowania
Występuje w ciepłych wodach w zachodniej części Oceanu Atlantyckiego, w rejonach występowania raf koralowych na głębokości 0-180 m p.p.m.

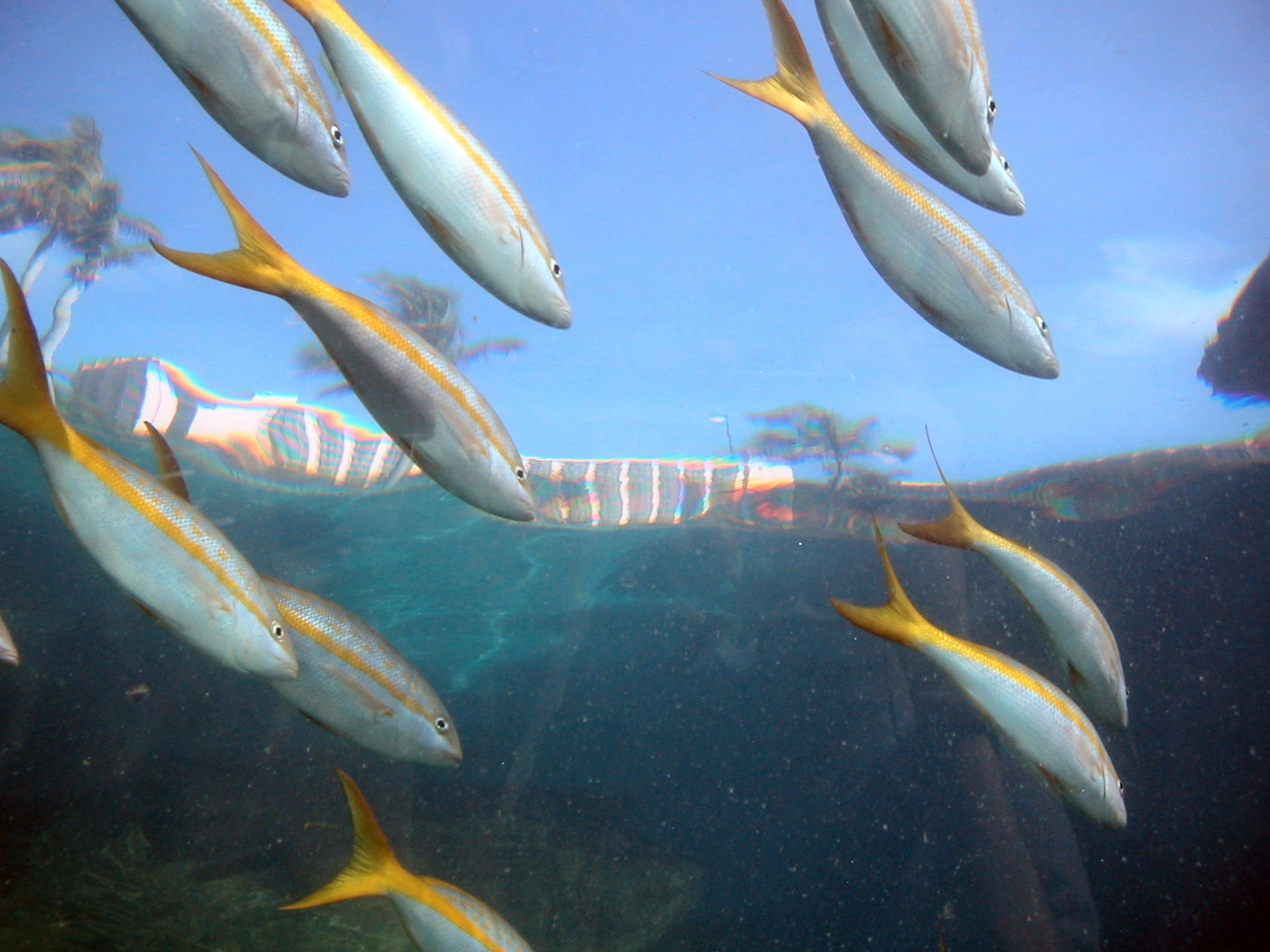
Chryzory oglądane z podwodnego tunelu w Atlantis, w Kalifornii

## Opis
Osiąga przeciętnie ok. 30 cm, maksymalnie do 86 cm długości i 4 kg wagi. Żyją gromadnie, często w dużych ławicach w wodach pelagialnych.

## Zastosowanie
Ryba poławiana dla celów gospodarczych oraz w wędkarstwie.